# Владислав Мустафин
Владислав Мустафин (рус. Владислав Мустафин, узб. Vladislav Mustafin; Ташкент, 26. септембар 1995) узбекистански је пливач чија специјалност су трке прсним стилом. Вишеструки је национални првак, учесник светских првенстава и Азијских игара, те узбекистански олимпијац са ЛОИ 2016. у Рију.

## Спортска каријера
Мустафин је дебитовао на међународним такмичењима још као јуниор, прво на светском првенству у Барселони 2013. где није остварио неке запаженије резултате, да би свега месец дана касније, на светском јуниорском првенству у Дубаију заузео пето место у финалу трке на 50 прсно. 
Први запаженији успех у каријери постигао је на Азијским играма у Инчону 2014, где је пливао у финалима све три појединачне трке прсним стилом, а са штафетом на 4×100 мешовито освојио је бронзану медаљу, своје прво одличје у каријери. У децембру 2014. наступио је и на светском првенству у малим базенима у Дохи.
На светском првенству у руском Казању 2015. успео је да се пласира у полуфинале трке на 50 прсно (укупно 16. место).  
На Олимпијским играма у Рију 2016. био је један од два члана пливачке репрезентације Узбекистана, пливао је у квалификацијама трке на 100 прсно и са временом 1:01,66 минута заузео укупно 34. место у конкуренцији 46 пливача.  
На светском првенству у корејском Квангџуу 2019. је наступио у квалификационим тркама на 50 прсно (32. место) и 100 прсно (47. место).